# Friedrich Nitzsch
Friedrich Nitzsch (även Nitzsche), född den 11 mars 1641 i Zitzschewig, död den 25 augusti 1702 i Gießen, var en tysk matematiker och rättslärd, bror till Gregor Nitzsch.
Nitzsch, som var son till en trosflykting från Böhmen, gick i skolan i Dresden och påbörjade 1659 sina teologiska studier vid universitetet i Jena. 1663 övergick han till universitetet i Leipzig, där han studerade juridik. Efter att han 1664 förvärvat den akademiska magistergraden översatte han årgångarna 1665-70 av Journal des Sçavans (Diurnale Gallicum) till latin och utgav dessa 1667-71 i Leipzig och Frankfurt a. M. som Ephemerides eruditorum. 
Den 4 maj 1668 erhöll han vid universitetet i Gießen professuren i matematik, avancerade den 8 augusti 1670 till licentiat och promoverades där 1671 till juris doktor. Samma år blev han syndikus, den 11 maj 1674 extra ordinarie och den 27 november samma år ordinarie professor i juridik. 1684 blev han råd vid högsta revisionsrätten i de båda hessiska lantgrevskapen och var från 1702 prokansler för akademin i Gießen.